# Clear (шампунь)
Clear (рус. Клиар) — шампунь против перхоти, выпускающийся с 1975 года британо-голландской компанией Unilever.

## История
Бренд шампуней Clear был основан в 1975 году. До 1981 года шампуни носили название Clinic.
Шампуни продаются под названием Clear в большинстве стран мира. В Греции шампуни носят название Ultrex, в Португалии — Linic, а в Индии — Pure Derm. До 2010 года продукция продавалась в Таиланде под названием Clinic Clear, а до начала 2000-х годов — под названием Clinic.
Среди послов — Агнес Моника, Криштиану Роналду и Джексон Йи.

## Спонсорство
С 2012 по 2013 год бренд Clear спонсировал команду Lotus Renault F1 Team.